# 刘伟 (1916年)
刘伟（1916年—1998年），男，江西兴国人，中华人民共和国政治人物、中华人民共和国第二机械工业部部长。

## 生平
刘伟早年参加中国工农红军，在红一方面军红三军团5师15团任职。1933年，此后调红军总兵站第三大站，中华苏维埃共和国中央革命军事委员会供给部干事、科员等职，参加长征，期间担任红军前敌总直属队特派员、前敌政治部保卫部副科长、科长。抗日战争期间，担任八路军115师补充团特派员，晋西支队锄奸科、政治部科长，115师教导2旅科长。1942年，担任山东滨海区行政公署公安局局长兼滨海军区政治部科长。第二次国共内战期间，担任山东军区警备第十旅政委。1947年，任华东野战军3纵9师政委。1949年，任第三野战军第22军66师政委、第26军政治部主任、副政委兼政治部主任。中华人民共和国成立后，担任中央人民政府公安部八局（中共中央辦公厅警衛局）局长。1956年，任第三机械工业部副部长。1958年，改中华人民共和国第二机械工业部副部长。1977年，升任部长。